# Castell de Cabra
El castell de Cabra del Camp, avui desaparegut, fou un castell al municipi de Cabra del Camp. Hi ha la tradició que el castell era a la part alta del poble de Cabra. Tanmateix, d'acord amb estudis nous, sembla que és possible que fos a la partida de Castelltallat, a la banda nord del congost que separa aquest poble del del Pla de Santa Maria, on s'han trobat restes de ceràmica.

## Història
El castell, del qual no queda rastre, era la posició més avançada de la línia de fortaleses que el comtat de Barcelona havia fet bastir a la línia del Gaià en la conquesta de la Catalunya meridional. La primera referència documental és del 27 de setembre de l'any 980 el comte de Barcelona Borrell II donà el castell de Cabra, els seus termes i les pertinences, a Ervigi, la seva muller Almentruda i el seu fill Guifré, en lliure i franc alou. El 985 fos tal vegada arrasat per Almansor en la seva ràtzia contra Barcelona si bé no és descartable que ho fos en època almoràvit (1107-1118). L'any 1011, Guifré de Mediona i la seva muller Guisla feren donació del castell al monestir de Sant Martino dell'Isola Gallinaria a d'Albenga (Ligúria). El 1160 Ramon Berenguer IV, rebé de l'abat i els monjos del monestir d'Albenga, les dues terceres parts del domini, i nombrosos documents entre el 1163 i el 1243 demostren que el monestir continuà posseint la tercera part que serà adquirida per l'arquebisbe Pere d'Albalat el 1248.
El 1194 el rei Alfons I, d'acord amb Odó, prior de Sant Pere de Riudebitlles, atorgà carta de poblament autoritzant els veïns de Cabra a viure damunt el Coll Roig i prohibint-los de fer-ho en cap altre lloc del terme. El segle xii consten com a castlans del castell els Clariana. A partir de l'establiment dels cistercencs a Santes Creus, aquest monestir anà adquirint drets dins el terme de Cabra. El 1285, en el seu testament, Pere II cedí al monestir, entre altres béns, el lloc i castell de Cabra, donació que, a causa de l'oposició dels veïns, no fou plena i el castell tardà anys a perdre la condició de lloc reial. El 1393 Joan I vengué Cabra per 12 000 florins d'or a Ramon Alemany de Cervelló encara que, l'any 1448 els veïns es redimiren i tornaren a la jurisdicció reial. El 1450 obtingueren el privilegi de no poder tornar a ser infeudats. Amb tot, el 1653, el lloc i la vila foren cedits per Felip IV a Francisco de Orozco-Ribera, que esdevindria marquès de Sarral. Més tard passà a Cristòfol de Potau, i al seu fill Josep Faust de Potau nomenat marquès de Vallcabra el 1707 per Carles III. El 1831 n'era propietària María José Alonso-Pimentel, duquessa d'Arcos i de Benavente.

## Arquitectura
Castell termenat. No se'n conserven restes.